# Hoge Vaart
L'Hoge Vaart è un canale artificiale dei Paesi Bassi nella provincia del Flevoland nei Paesi Bassi. Collega il Markermeer all'IJsselmeer, questo attraverso il Ketelmeer, passando per Almere e attraversando il Flevopolder per tutta la sua lunghezza. Il canale è lungo 62 chilometri.